# Pierre-Marie Royer
Pour les articles homonymes, voir Royer.
Pierre Marie Royer est un homme politique français né le 1er juin 1756 à Montmarot (Jura) et décédé le 10 août 1821 à Vichy (Allier).

## Biographie
Avocat au Parlement de Dijon, receveur des tabacs à Chalon-sur-Saône, il est conseiller général de 1800 à 1804 et maire de Chalon-sur-Saône de 1805 à 1809. Il est député de Saône-et-Loire de 1815 à 1816, siégeant dans la majorité de la Chambre introuvable.

## Sources
- « Pierre-Marie Royer », dans Adolphe Robert et Gaston Cougny, Dictionnaire des parlementaires français, Edgar Bourloton, 1889-1891 [détail de l’édition]